# Jo Cox
Helen Joanne "Jo" Cox (nascida Helen Joanne Leadbeater;  Batley, 22 de junho de 1974 – Leeds, 16 de junho de 2016) foi uma política britânica. Foi Membro do Parlamento (MP) pelo Partido Trabalhista pelo círculo eleitoral de Batley and Spen, desde as eleições gerais em maio de 2015 até à data da sua morte em junho de 2016, 1 ano depois.
Nascida em Batley, no condado de West Yorkshire, e tendo crescido em Heckmondwike, Cox licenciou-se na Universidade de Cambridge em 1995, tendo começado a trabalhar como assessora política. Posteriormente juntou-se à organização não governamental Oxfam, onde veio a ser responsável pela divisão de política e defesa de direitos. 
Foi selecionada para concorrer pelo círculo de Batley and Spen, quando o anterior representante decidiu que não iria concorrer novamente em 2015. Tendo assegurado o assento parlamentar para o Partido Trabalhista, empenhou-se na defesa de assuntos relacionados com a Guerra Civil Síria e fundou e presidiu o grupo parlamentar interpartidário Amigos da Síria.
Em 16 de junho de 2016, Cox foi baleada e esfaqueada repetidamente em Birstall, onde se encontrava para uma reunião com os seus eleitores. Morreu poucos minutos mais tarde em resultado dos ferimentos. Um homem de 52 anos foi preso por ter ligações com o ataque.

## Início de vida e educação
Cox nasceu em 22 de junho de 1974 em Batley, no condado de West Yorkshire, Inglaterra, e foi criada em Heckmondwike, também localizada em West Yorkshire. Sua mãe, Jean, era secretária em uma escola e seu pai, Gordon, trabalhou em uma fábrica. Ela tinha uma irmã, chamada Kim. Cox foi educada na Heckmondwike Grammar School.
Cox estudou Ciências Sociais e Política no Colégio Pembroke, uma das instituições da Universidade de Cambridge, de onde graduou-se em 1995 com um Bacharelado em Artes (BA). Ela foi a primeira pessoa de sua família a frequentar uma universidade. Mais tarde, Cox estudou na Escola de Economia de Londres.

## Carreira

### Início da carreira
Após sua formatura, trabalhou como assessora da parlamentar trabalhista Joan Walley. Depois mudou-se para Bruxelas e trabalhou durante dois anos como assessora de Glenys Kinnock, que era Membro do Parlamento Europeu. Entre 2001 e 2009, trabalhou para o grupo Oxfam, atuando primeiramente em Bruxelas como líder da campanha da empresa sobre reforma do comércio, e posteriormente como chefe de políticas e advocacia da Oxfam GB em 2005 e chefe de campanhas humanitárias da Oxfam Internacional em Nova Iorque em 2007. Seu trabalho no Oxfam, que incluía reuniões em Darfur e no Afeganistão, influenciou a sua carreira política.
Em 2008, Cox trabalhou na campanha eleitoral do senador Barack Obama à presidência dos Estados Unidos.
Seu trabalho em organizações sem fins lucrativos fizeram com que fosse contratada como assessora de Sarah Macaulay Brown (esposa do Primeiro-Ministro Gordon Brown), que estava liderando uma campanha para evitar mortes durante a gravidez e o parto. Além disso, foi presidente nacional da Rede de Mulheres Trabalhistas e uma assessora sênior do Freedom Fund, uma instituição de caridade anti-escravidão.

### Carreira política

O distrito Batley and Spen está localizado no condado de West Yorkshire (destacado no mapa).

Cox foi indicada pelo Partido Trabalhista para concorrer à Câmara dos Comuns na eleição geral de 2015 pelo distrito de Batley and Spen, onde o deputado trabalhista Mike Wood havia anunciado que não seria candidato. Batley and Spen é geralmente um distrito seguro para os trabalhistas, e Cox venceu a eleição com 43,2% dos votos, aumentando a maioria trabalhista para 6 057 votos.
Cox fez seu primeiro discurso na Câmara dos Comuns em 3 de junho de 2015. Neste discurso, comemorou a diversidade étnica de seu eleitorado, destacou os desafios econômicos enfrentados pela comunidade e instou o governo conservador do Primeiro-Ministro David Cameron a repensar sua abordagem em relação a regeneração econômica. 
Cox foi uma das 36 parlamentares trabalhistas a escolher Jeremy Corbyn para a liderança do partido na eleição interna de 2015, mas declarou naquele momento que o fez para tornar Corbyn elegível e encorajar um amplo debate (para tornar-se candidato à liderança é necessário o apoio de 35 parlamentares). Corbyn elegeu-se líder com ampla maioria dos votos, e Cox acabou votando em Liz Kendall. Em 6 de maio de 2016, após as eleições locais, Cox e seu colega Neil Coyle disseram que arrependeram-se do apoio a Corbyn.

Cox discursando na Câmara dos Comuns.

Cox fez campanha para uma solução para a Guerra Civil Síria. Em outubro de 2015 ela foi co-autora de um artigo no The Guardian em que argumentou que as forças militares britânicas poderiam ajudar a alcançar uma solução ética para o conflito, incluindo a criação de refúgios para civis na Síria. No mesmo mês criou e tornou-se a presidente do grupo parlamentar Amigos da Síria. Cox foi uma das cinco parlamentares trabalhistas a abster-se na votação de aprovação da intervenção militar do Reino Unido contra o ISIS na Síria. Ela votou desta forma por não considerar a intervenção uma estratégia eficaz e compreensiva para abordar o conflito e lidar com o presidente Bashar al-Assad.
Cox fez parte do grupo parlamentar Amigos Trabalhistas da Palestina e do Oriente Médio, e pediu pelo fim do bloqueio à Faixa de Gaza.  Ela se opôs aos esforços do governo de reduzir o movimento de Boicote, Desinvestimento e Sanções ao estado de Israel, e escreveu em um artigo em seu site oficial: "Eu acredito que este é um grave ataque às liberdades democráticas. Não é apenas um direito boicotar empresas antiéticas, mas é o nosso dever fazê-lo."
Cox defendeu a campanha pela permanência do Reino Unido na União Europeia durante o referendo marcado para 23 de junho de 2016. Ela acreditava que a saída do país seria um "desastre" e que o debate não deveria ser reduzido à questão migratória, mas a outros assuntos como empregos, investimentos, segurança e a influência britânica no mundo. Em sua visão, a legislação da UE proporcionava maiores direitos aos trabalhadores e o Reino Unido estava mais seguro graças à UE.

## Assassinato

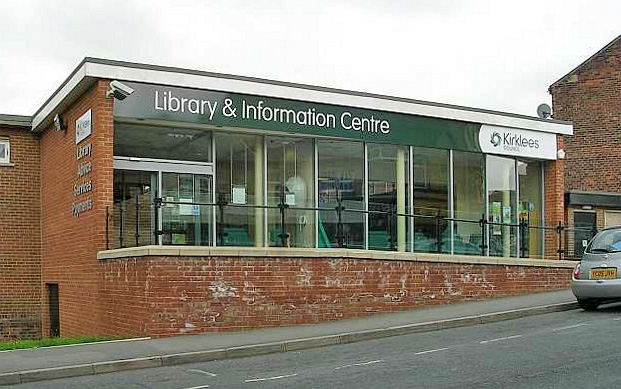
A biblioteca em Birstall onde Cox iria reunir-se com seus eleitores. Ela foi assassinada enquanto estava do lado de fora do local.

Em 16 de junho de 2016, Cox foi mortalmente baleada e esfaqueada enquanto estava do lado de fora de uma biblioteca em Birstall, no condado de West Yorkshire, onde ela estava prestes a realizar um encontro com seus eleitores marcado para as 13h00 horas.
Segundo uma testemunha, ela foi baleada três vezes (uma perto de sua cabeça) e esfaqueada várias vezes.  Um homem de 77 anos foi gravemente ferido ao tentar impedir a morte da parlamentar. Os relatos iniciais indicaram que o agressor gritou "Grã-Bretanha em primeiro lugar!". O partido de extrema-direita Britain First emitiu um comunicado negando qualquer envolvimento ou encorajamento ao ataque e sugeriu que a frase "poderia ter sido um slogan qualquer em vez de uma referência ao nosso partido".
Em um comunicado, a polícia de West Yorkshire disse que um médico havia constatado a morte de Cox às 13h48. Ela foi a primeira parlamentar em exercício de suas funções a ser assassinada desde Ian Gow, um parlamentar conservador morto em 1990 por um carro-bomba do Exército Republicano Irlandês, e foi a primeira agressão grave contra um parlamentar britânico desde 2010, quando o trabalhista Stephen Timms foi vítima de uma tentativa de assassinato.
Um homem de 52 anos de idade, identificado como Thomas Mair, foi preso logo após o ataque por ter conexões com a morte de Cox. Mair, que residia no distrito representado por Cox, tinha um histórico de problemas psiquiátricos e ligações com a Aliança Nacional, um grupo neonazista com sede nos Estados Unidos. Em um comunicado emitido no dia seguinte ao ataque, a polícia de West Yorkshire disse que Cox foi vítima de um "ataque direcionado" e que as ligações do suspeito com o extremismo de extrema-direita eram a "linha prioritária da investigação". Em 18 de junho, a polícia indiciou Mair por assassinato, ofensas corporais graves, posse de uma arma de fogo com intenção de cometer um crime inafiançável e posse de uma arma ofensiva.
O esposo de Jo Cox, Brendan, emitiu uma declaração após sua morte em que instou as pessoas a "unir-se para lutar contra o ódio que a matou". Entre aqueles que prestaram homenagem a Cox, o líder Partido Trabalhista Jeremy Corbyn a descreveu como uma mulher "excepcional, maravilhosa e muito talentosa," enquanto o Primeiro-Ministro David Cameron disse que "ela era uma excelente parlamentar com enorme compaixão e um grande coração". Ambas as campanhas do referendo sobre a permanência do país na União Europeia foram suspensas devido à comoção causada pela morte de Cox e também como um sinal de respeito.

## Vida pessoal
Jo Cox foi casada com Brendan Cox, conselheiro do Partido Trabalhista e trabalhou como assessor de desenvolvimento internacional de Gordon Brown durante seu último período como Primeiro-Ministro. Eles tiveram dois filhos, que tinham três e cinco anos de idade quando Cox foi morta.
A família Cox dividia seu tempo entre sua casa no distrito de Batley and Spen e em uma casa flutuante no rio Tâmisa, ancorada perto da Ponte da Torre em Londres.